# Francis Tuker
Sir Francis Ivan Simms Tuker   est un lieutenant-général britannique né le 4 juillet 1894 à et mort le 7 octobre 1967.   

## Biographie
Il a étudié au collège au Brighton College dans le Sussex de l'Est. En 1914 il est promu sous-lieutenant dans le Régiment du Sussex de l'armée britannique. Durant la Première Guerre mondiale il rejoint l'Armée indienne britannique en 1914 comme sous-lieutenant. Il est promu lieutenant le 17 août 1917 et promu capitaine le 14 janvier 1918. Il est basé en Perse entre 1920 à 1921. Il est promu major le 14 janvier 1932 et promu lieutenant-colonel le 1er février 1937. En 1937 il commande un bataillon dans un régiment de Gurkhas.
Le 27 octobre 1939 durant la Seconde Guerre mondiale il est promu colonel. Le 1er octobre 1941 il est promu major-général. Le 30 décembre 1941 il prend le commandement de la 4e division d'infanterie indienne. Il participe à la campagne d'Italie. Elle participe à la bataille de Monte Cassino et à la Ligne gothique. À Naples il trouve un livre daté de 1879 dans une librairie, donnant des détails sur la construction du monastère de Monte Cassino, que sa division est chargé d'attaquer. Le 4 février 1944 il tombe gravement malade et reste inapte durant un an. En janvier 1945 il commande de l'armée de Ceylan avec le grade de lieutenant-général. Le 14 juillet 1945 il commande la 4e corps d'armée en Birmanie.

## Distinctions
- Ordre du Bain
- Ordre du Service distingué